# Ультра Маґнус
Ультра Маґнус (англ. Ultra Magnus) — трансформер з планети Кібертрон, є одним з найкращих лейтанантів Оптімуса Прайма, та основним персонажем багатьох мультфільмів та коміксів по всесвіту Трансформерів.

## Transformers: Generations 1
Одразу з початку 3 сезону, Ультра Маґнус стає ключовою фігурою в автоботів. Він опора Родімуса Прайма, якщо так можна сказати права рука. Під час космічних олімпійських іграх, виступив з промовою, потім був захоплений квінтесонами в полон, але йому вдалося вирватися з полону завдяки автоботам. З початком головування Родімуса Прайма, Ультра Маґнус стає однією з ключових фігур серед Автоботів. Він віддає команди та очолює авангарди атаки на десептиконів, і завжди підтримує Родімуса на його шляху лідера, і намагається запевнити в його командирських якостях. Маґнус став одним із перших жертв, котрі заразилися вірусом, і його головна мета була знищити Родімуса. Після того як Оптімус знищив вірус, Ультра Маґнус очолював оборону на Кібертроні, під час битви за Енергетичну Палату.

## Transformers: Scramble City
Тут Маґнус виконує роль одного з лейтенантів Прайма. Працював на секретному заводі, по будівництву Метроплекса. Коли на Ковчег здійснюється напад Оптімус просить в Маґнуса аби той вів у бій Метроплекса, але гігантський автобот ще був не готовий так як не пройшов тестування, проте замість Метроплеса, Ультра Маґнус вислав підкріплення до Прайма з загонів протектоботів та айроботів. Однак цього підкріплення виявилося замало проте невдовзі Маґнус все-таки підійшов з Метроплексом і повернув ваги перемоги на бік автоботів. Однак, з'ясувалося що неподалік є Тріптікон, котрий постав з озера. Усі автоботи були свідками цього видовища у тому числі і Ультра Маґнус.

## Transformers: Robots in Disguise
Тут Ультра Маґнус постає у незвичному світлі. Він так і є одним з автоботів, однак він у цьому мультфільмі як допомагає команді Прайма на Землі так робить неприємності. В мультфільмі трактують такі події, що Маґнус та Оптимус є братами адже створенні були одночасно, під час Громадянської Війни на Кібертроні обає відзначилися за особливі заслуги, але Матрицю Лідерства відали Оптимусу, попри те що Ультра Маґнус був сильнішим і хоробрішим воїном, він не зміг цього стерпіти і вирушив у мандри по Космосі. Але дізнавшись що Оптімус знаходиться на Землі, вирішує відібрати те що належить йому по-праву. Але під час суперечки Маґнус та Оптімус з'ясували що можуть утворювати гештальт Омега Прайм, коли вони зєднуються їх сили збільшуються вдвічі, Маґнус не раз допомагав Оптімусу однак так і не пробачив Прайму і не приєднався до його команди автоботів на Землі. Також в фінальній битві допоміг автоботам у боротьбі супроти Меґатрона. Ультра Маґнус врятував Оптімуса від Меґатрона, а потім об'єднавшись з ним в режим Омега Прайма, і завдяки йому переміг врешті решт Меґатрона.

## Transformers: The Movie
Це його дебютна поява у світі Трансформерів. В фільмі Маґнус постає командиром фортеці автоботів на Землі. І коли на Автобот-сіті здійснили напад десептикони, Ультра Маґнус не розгубився і вдало захищався, встиг перегрупирувати сили та послати сигнал Прайму. Проте десептикони утворили гештальт Руйнівника(Девастатор), і знищили залишки оброни. Проте завдяки саме діям Маґнуса, автоботи і змогли протриматися до прибуття підкріплення автоботів з Кібертрону. На чолі з Праймом та диноботами. У смертельному двобої Оптимус хоч і переміг Меґатрона, проте ціною власного життя. Перед смертю Оптимус назначив Ультра Маґнуса своєю заміною на посту. І передав Матрицю Лідерства. Такого Маґнус не очікував, проте впевнено взяв на себе обов'язки лідера. Коли вже новий лідер автоботів і рештки вцілилих покидали Землю за ними слідом йшли десептикони, на чолі з Гальватроном(Меґатроном) і його помічниками свіпами, Ультра Маґнус вирішив що є шанс відірватися від десептиконів, якщо відстикувати значну частину шатлу десептикони будуть переслідувати одну частину. Так і трапилося, в автоботів з'явився шанс. Однак коли Гальватрон збагнув, що автоботи живі. Він їх наздогнав на планеті Джанк. Ультра Маґнус, вирішив покінчити з переслідувачами та вирішив прийняти бій. Однак потерпів невдачу, намагався завдяки Матриці Лідерства знищити десептиконів, однак не зміг її відчинити, і був розстріляний свіпами. Однак був повернений до життя Джанкіонами, котрі вчасно відремонтували його, так що він зміг узяти участь в фінальній битві супроти Юнікрона. Саме в цій битві, стало зрозуміло що з'явився новий лідер автоботів Родімус Прайм(Хот Род), котрий зумів те що не зміг Маґнус і завдяки сили Матриці знищив Юнікрона. Ультра Маґнус з полегшенням скинув з себе повноваження лідера і передав їх Родімусу, і завжди намагався підтримати Родімуса у будь-якій ситуації.

## Transformers: Animated
В цьому мультфільмі Ультра Маґнус постає лідером, а точніше головно командувачем автоботів. Ветеран Великої Війни, воїн з неймовірно великим досвідом та розумом також володіє — Молотом Маґнуса- як символ його влади так сили. Молот може змінювати погодні умови на Землі, адже здатен випромінювати величезну кількість енергії. Він відвертий, чесний, мужній та малоговіркий. Однак в мить може різко розкритикувати або похвалити бійця. Попри те що в Ультра Маґнуса складні відносини з Оптимусом Праймом, він вважає його вельми перспективним автоботом і навіть природженим лідером. Однак Маґнусу не сподобалося що Оптимус не виконав наказ та не залишився на місці, коли знайшли артефакт Олспарк. Однак він розуміє, якби Прайм його виконав. Та напевно він би втратив і Прайма і артефакт. Маґнус прибуває на Землю, зі своїми помічниками Джазом та Синтенелом, аби забрати артефакт неймовірної сили. Проте з'ясували що артефакт було втрачено, і почали шукати десптиконів. Але пробувши на Землі певний час відправилися на Кібертрон з залишками Олспарку. Надалі Маґнус з'являється дволі рідко,

## Transformers: Prime
З'являється лише в 3 сезоні, тимчасово замінює на посту Оптімуса. Ультра Маґнус був учнем Прайма на кібертроні, і був командиром загону «Руйнівники» але після занепаду Кібертрону, відправився на пошуки вцілілих автоботів, але знаходив лишень вбитих десептиконами своїх побратимів автоботів. Але він вловив сигнал Омеги ключа, і прибув на Землю.

## Характер
Ультра Маґнус один з найдосвідченіших і найвпливовіших автоботів, він практичний і дуже обережний командир. Його дуже поважають автоботи, його відвага та хоробрість може позмагатися навіть з Оптімусом, а його самовіддачу поважають друзі та вороги. І як доказ хоробрості Маґнуса він не раз вступав в двобій між Гальватроном а на це піде не кожен автобот,